# Rózsaszentmárton
Rózsaszentmárton es un pueblo húngaro perteneciente al distrito de Hatvan, condado de Heves.

## Superficie
Cuenta con una superficie de 16,31 km².

## Demografía
Hasta 2024 la población era de 1832 habitantes, con una densidad de población de 112,32 hab/km².
| Gráfica de evolución demográfica de Rózsaszentmárton entre 2020 y 2024 |
|                                                                        |
| Datos según la Oficina Central de Estadística de Hungría.              |